# Romano Amerio
Romano Amerio (Lugano, 17 gennaio 1905 – Lugano, 16 gennaio 1997) è stato un filosofo, filologo classico e teologo italiano naturalizzato svizzero.
Le sue posizioni fortemente critiche sugli sviluppi post-conciliari nella liturgia e nell'ecclesiologia cattolica l'hanno portato in vita a un lungo periodo di isolamento culturale .

## Biografia
Nacque il 17 gennaio 1905 a Lugano, da padre astigiano e madre svizzera. Conclusi gli studi al ginnasio e poi al liceo di Lugano, s'iscrisse all'Università Cattolica del Sacro Cuore di Milano, dove, nel 1927, conseguì la laurea in filosofia, e successivamente, nel 1934, quella in filologia classica. Dal 1928 al 1970 insegnò prima latino e greco e poi filosofia  al liceo cantonale di Lugano. Nel 1951 divenne libero docente di storia della filosofia all'Università Cattolica del Sacro Cuore di Milano.
Prese parte come perito al Concilio Vaticano II, e fu consulente del cardinale Giuseppe Siri; le sue forti posizioni critiche prendono le mosse dalla maniera stessa in cui si svolsero gli eventi di quelle assise e i lavori delle commissioni conciliari.
Nei suoi scritti, l'Amerio individua tre documenti del magistero che, a suo dire, sono stati implicitamente negati, sul piano intellettuale, durante i lavori conciliari: l'enciclica Quanta cura di papa Pio IX, che condannava l'ideologia massonico-liberale, il decreto Lamentabili sane exitu di san Pio X, che metteva in guardia dai radicalismi in materia di critica biblica, e l'enciclica Humani generis di Pio XII, che, nel 1950, criticava fortemente le nuove antropologie ed ecclesiologie proprie del neo-modernismo o "nuova teologia".
Amerio fu poi decisamente critico verso la nuova creatività liturgica postconciliare. Il suo pensiero su questo tema fu sostanzialmente in linea con l'enciclica Mediator Dei di papa Pio XII, secondo la quale l'essenza della liturgia è il cultus, l'adorazione di Dio, e non un'autocelebrazione antropocentrica. Esaminò inoltre le modifiche istituzionali nel Sant'Uffizio, ritenendo che il pratico quasi abbandono del termine eresia nelle indagini ufficiali e nelle procedure avrebbe condotto a conseguenze drammatiche sia nella vita della Chiesa sia negli studi accademici cristiani.
Fu un deciso promotore dell'apologetica, e rimase costernato di fronte all'abbandono delle nozioni di conversione e disputationes, in favore di un approccio esclusivamente dialettico tra la Chiesa e il mondo. Rimase fortemente legato alla tradizione tomistica e agostiniana, fu un neotomista e disapprovò profondamente il rivolgersi di molti intellettuali cattolici al kantismo, all'hegelismo e finanche allo spinozismo. Inoltre si oppose alla Massoneria.
Gli studi di Amerio furono dapprima elogiati da alcuni studiosi cattolici, vicini alle posizioni tradizionali. Successivamente, a causa della questione lefebvriana che contrappose l'allora arcivescovo tradizionalista a capo della Fraternità San Pio X e il papa Giovanni Paolo II, si venne a creare una situazione assai difficile per lo studioso luganese (che, pur vicino alle sue tesi, non mancò di prendere le distanze dagli atti di insubordinazione di Lefebvre). In seguito a ciò, le sue ricerche e i suoi libri furono in gran parte ignorati o trascurati all'interno della Chiesa.
Fu tra i soci fondatori della prima associazione di cattolici tradizionalisti, Una Voce.
Fu presidente del pre-comitato promotore e in seguito vicepresidente, con funzioni di coordinatore,  del consiglio direttivo dell'Istituto Ticinese di Alti Studi, dal 1970 al 1973.
Nel 1977 la città di Lugano gli conferì la cittadinanza onoraria.
Nel 1992 ricevette il Premio Massimo della Fondazione Cesare e Iside Lavezzari.
Amerio morì il 16 gennaio 1997, nella sua casa di via Cattedrale a Lugano.
Durante il pontificato di Benedetto XVI è stata iniziata una lenta opera di rivalutazione e di parziale riabilitazione del teologo svizzero. Il papa, in collaborazione col liturgista Klaus Gamber, ha promosso un'ermeneutica della continuità riguardo al Concilio Vaticano II, più in sintonia con la Chiesa storica e col suo patrimonio culturale. Anche in seguito alla pubblicazione del motu proprio Summorum Pontificum, per la liberalizzazione della messa tridentina, il pensiero dell'Amerio è stato sorprendentemente riscoperto, nel 2007, dalla rivista dei gesuiti La civiltà cattolica.
Secondo fonti recenti, il segreto ispiratore dell'enciclica papale Caritas in veritate sarebbe stato proprio Amerio. Emanata nel 2009, quest'enciclica conferma le idee e i concetti che furono al centro dei lavori e degli studi teologici e filosofici dello scrittore.

## Gli studi teologici
La sua opera più importante è Iota Unum. Studio delle variazioni della Chiesa Cattolica nel secolo XX, uno studio dedicato alle relazioni filosofiche tra Verità e Vita. Il libro, pubblicato nel 1985 e tradotto in sei lingue, è riconosciuto complessivamente come il massimo contributo all'individuazione della crisi della Chiesa, a partire dagli anni successivi all'ultimo Concilio ecumenico ma anche alla conservazione della grande tradizione filosofica tomistica.
Stat Veritas è un'opera postuma del teologo svizzero. Il libro è costituito da " 55 chiose da noi radunate a commento di alcune proposizioni della Lettera apostolica Tertio Millennio Adveniente, uscito dalle tipografie vaticane l'11 novembre del 1994 ".

## Gli studi filosofici
I suoi studi hanno riguardato soprattutto la figura di Tommaso Campanella, delle cui opere ha curato decine di edizioni. Importanti anche le edizioni delle opere di Giordano Bruno e gli studi su Cartesio, su Leopardi e sull'Epicureismo.
Le due edizioni più importanti da lui curate sono quelle degli Scritti filosofici e teologici di Paolo Sarpi, usciti nel 1951 nella prestigiosa collana laterziana degli Scrittori d'Italia, e quella delle Osservazioni sulla morale cattolica di Alessandro Manzoni, uscita nel 1965 presso Riccardo Ricciardi.

## Altre pubblicazioni
Non si deve dimenticare il suo libro Introduzione alla Valsolda, che rivela tutto il suo amore per il paesaggio e l'arte di quella terra in cui suo padre fu medico condotto, né i tre volumetti pubblicati dal 1990 al 1992 e ripubblicati nel 2010 in un volume unico, col titolo Zibaldone, che raccolgono una scelta di 470 tra 4300 pensieri su varî argomenti, scritti a partire dal 1939 per più di mezzo secolo.

## Opere principali
- Arbitrarismo divino, libertà umana e implicanze teologiche nella dottrina di Cartesio, Milano, Società Editrice "Vita e Pensiero", 1937.
- L'epicureismo, Torino, Edizioni di filosofia, 1953.
- Tommaso Campanella, Della necessità di una filosofia cristiana, prima traduzione italiana con introduzione e commento a cura di Romano Amerio, Torino, Società Editrice Internazionale, 1953.
- Augusto Guzzo e Romano Amerio (a cura di), Opere di Giordano Bruno e di Tommaso Campanella, Milano-Napoli, R. Ricciardi, 1956.
- Alessandro Manzoni filosofo e teologo: studio delle dottrine seguito da una appendice di lettere, postille e carte inedite, Torino, Edizioni di filosofia, 1958.
- Il sistema teologico di Tommaso Campanella: studio di editi ed inediti con appendici e indici, Milano-Napoli, R. Ricciardi, 1972.
- Iota Unum. Studio delle variazioni della Chiesa Cattolica nel secolo XX, I edizione, Milano-Napoli, R. Ricciardi, 1985. Poi Torino, Lindau, 2009; Verona, Fede & Cultura, 2009[5].
- Stat veritas, I edizione, Milano-Napoli, R. Ricciardi, 1997. Poi Stat veritas. Seguito a Iota unum , Torino, Lindau, 2009[6].